# Katanga (państwo)
Katanga – historyczne państwo w Afryce, istniejące w latach 1960–1963.
Po uzyskaniu niepodległości przez Demokratyczną Republikę Konga 30 czerwca 1960 prowincja Katanga ogłosiła 11 lipca niezależność od nowo powstałego państwa kongijskiego. Prezydentem Katangi został Moïse Tshombe.
Niepodległość Katangi uznała oficjalnie jedynie Belgia. Kraj ten liczył na tanie dostawy surowców naturalnych z Katangi (głównie miedzi i złota). W Katandze stacjonował liczący 6000 żołnierzy kontyngent belgijski.

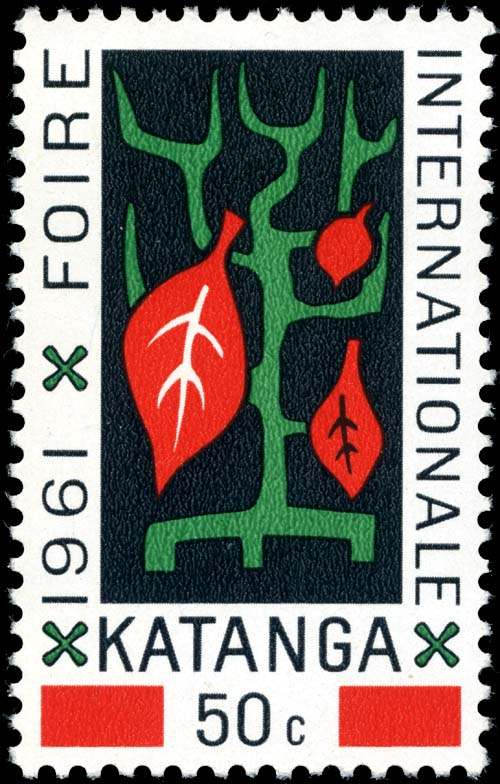
Znaczek pocztowy z Katangi z 1961 r.

Separatyści uzyskali wsparcie ze strony rządu Belgii i górniczych firm tj. Union Minière. Konflikt doprowadził do interwencji zbrojnej Belgii. Premier Demokratycznej Republiki Konga Patrice Lumumba zwrócił się o pomoc do USA w transporcie wojska do stłumienia secesji. Kiedy otrzymał odmowę, skierował prośbę do ZSRR, który odpowiedział pozytywnie i przysłał samoloty transportowe, broń, żywność, materiały medyczne i ciężarówki mające przewozić kongijskich żołnierzy do Katangi.
We wrześniu 1960 pułkownik Joseph Mobutu obalił premiera Konga Patrice Lumumbę. 17 stycznia 1961 Mobutu wysłał Lumumbę do Katangi, gdzie ten został zamordowany. Śmierć Lumumby wywołała wstrząs na arenie międzynarodowej. 21 lutego 1961 Rada Bezpieczeństwa ONZ przyjęła rezolucję o wysłaniu sił zbrojnych do Konga w celu zapobieżenia wojnie domowej. Rezolucja, przyzwalająca de facto na interwencję zbrojną w Katandze, spowodowała opuszczenie kraju przez większość Europejczyków oraz wojsko belgijskie.
W marcu rząd Demokratycznej Republiki Konga zaproponował przełamanie kryzysu poprzez wprowadzenie autonomii dla prowincji. Propozycja ta została przez Katangę odrzucona, wskutek czego na przełomie lipca i sierpnia rozpoczęły się działania zbrojne. Początkowo wojska ONZ ponosiły klęski w starciach z siłami katangijskimi. Nie powiodły się wielokrotnie podejmowane próby negocjacji z władzami Katangi. Dopiero w grudniu 1962 zdecydowano się na przeprowadzenie ostatecznej ofensywy. 15 stycznia 1963 siły ONZ zajęły Elisabethville, co de facto oznaczało koniec secesji Katangi.
Secesję Katangi wsparli biali najemnicy z Europy, którzy stanowili operacyjne zaplecze samozwańczego generała Moïse Tshombe. Jednym z owych najemników był Jan Zumbach (1915–1986), pilot i dowódca 303 Dywizjonu Myśliwskiego RAF, któremu powierzono utworzenie i dowodzenie lotnictwem Katangi. Innym był Rafał Gan-Ganowicz.